# James III của Scotland
James III (10 tháng 7 năm 1451 / tháng 5 năm 1452 - 11 tháng 6 năm 1488) là Vua của người Scotland từ năm 1460 đến năm 1488. James là một vị vua không được lòng dân và cai trị kém cỏi, theo đuổi chính sách liên minh với Vương quốc Anh, và một mối quan hệ tai hại với gần như tất cả đại gia đình của mình. Tuy nhiên, chính nhờ cuộc hôn nhân của ông với Margaret của Đan Mạch, quần đảo Orkney và Shetland được nhạp về cho xứ người Scotland.
Danh tiếng của ông là vị vua thời Phục hưng đầu tiên ở Scotland đôi khi đã bị phóng đại. Trên thực tế, di sản nghệ thuật trong triều đại của ông rất ít, đặc biệt là khi so sánh với những người kế vị của ông, James IV và James V. Những bằng chứng như vậy bao gồm các đồng tiền chân dung được sản xuất trong triều đại của ông hiển thị nhà vua mặc ba phần tư một vương miện hoàng gia, Bàn thờ Ba Ngôi của Hugo van der Goes, có lẽ không được nhà vua ủy nhiệm, và một nhà nguyện hình lục giác khác thường ở Restalrig gần Edinburgh, có lẽ được lấy cảm hứng từ Nhà thờ Holy Sepulcher ở Jerusalem.
Không rõ James III đã bị giết trong trận chiến hay trong khi chạy trốn. Ông được chôn cất tại Tu viện Cambuskenneth. Ngôi mộ đã được phục hồi với chi phí của Nữ vương Victoria vào năm 1865.

## Hình ảnh

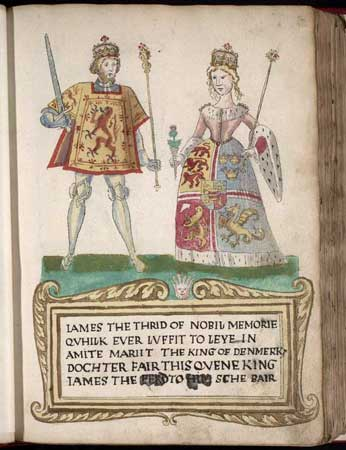
James III và vợ ông, Margaret của Đan Mạch.
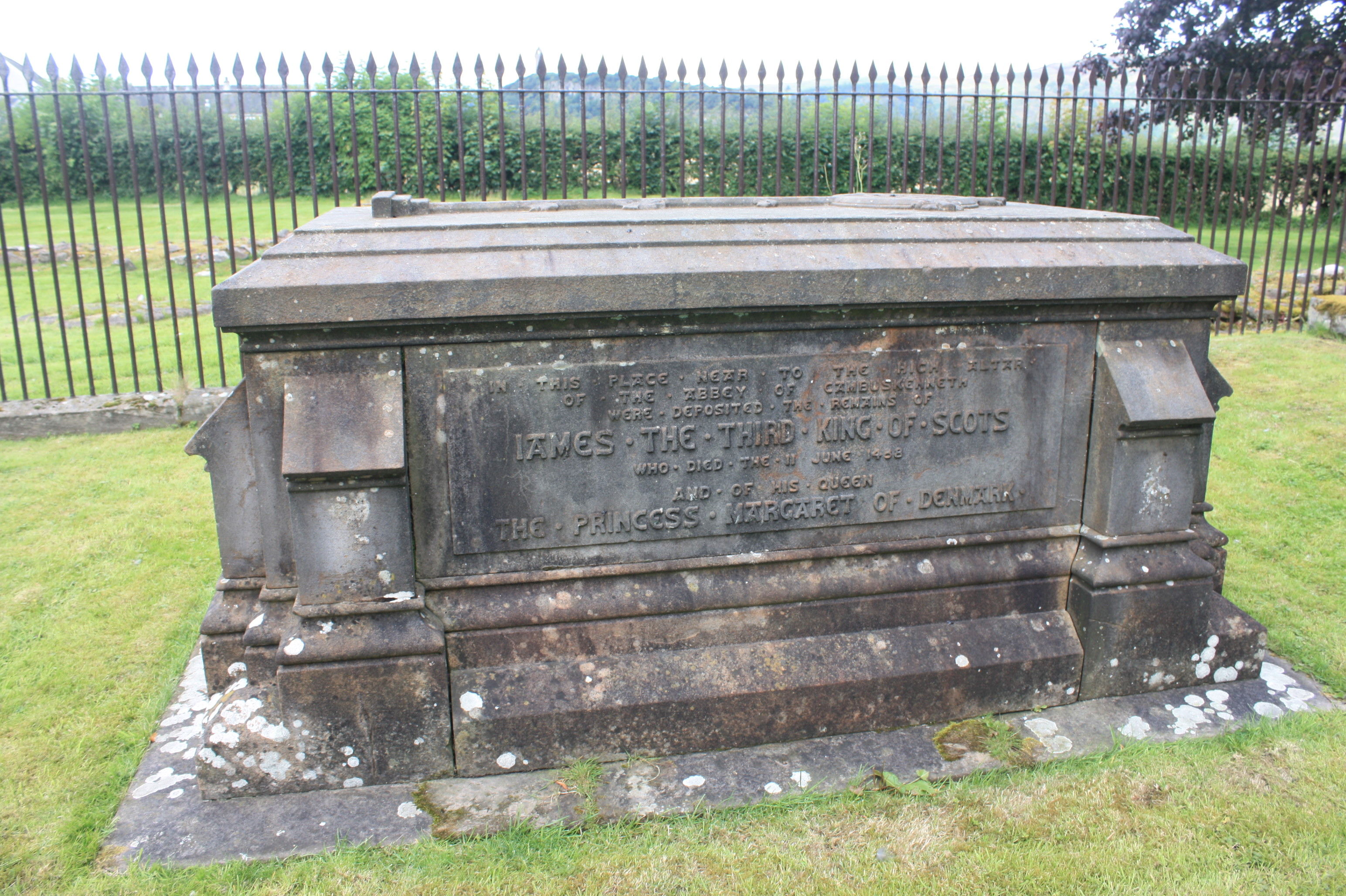
Ngôi mộ của James và vợ ông hiện đang ở Tu viện Cambuskenneth.